# Лезжов, Иван Иванович
Ива́н Иванович Лезжов (20 сентября 1923, Кашира, Московская губерния, РСФСР, СССР — 16 июля 2015, Москва) — советский лётчик разведывательной авиации во время Великой Отечественной войны и военачальник, Герой Советского Союза (29 июня 1945 года) (29 июня 1945 года). Генерал-майор авиации (4.11.1973), кандидат военных наук (1983). Профессор.

## Биография
Родился в крестьянской семье. В 1938 году окончил среднюю школу в Кашире. Затем до 1940 года работал на Мытищинском вагоностроительном заводе и обучался в Мытищинском механическом техникуме, окончил два курса. С сентября 1940 года учился в Тамбовской объединённой школе пилотов и авиационных техников Гражданского воздушного флота. 
В Красной Армии служил с декабря 1940 года. Окончил Тамбовскую военную авиационную школу пилотов (действовала в эвакуации в городе Джизак (Узбекская ССР) в августе 1942 года, затем обучался в Военно-авиационном училище разведчиков (действовало в г. Давлеканово (Башкирская АССР).
Участник Великой Отечественной войны с апреля 1943 года. Весь боевой путь прошёл в рядах 4-го авиационного полка разведчиков Главного Командования Красной Армии, которому в июне 1943 года было присвоено гвардейское звание и далее он именовался 98-м гвардейским отдельным авиационным полком дальних разведчиков Резерва Главного командования ВВС Красной Армии. 
Начал воевать рядовым лётчиком, затем стал штурманом эскадрильи. Участвовал в Курской битве и в битве за Днепр, в Львовско-Сандомирской, Висло-Одерской, Берлинской, Пражской и других операциях. 
К 22 января 1945 года штурман авиационной эскадрильи 98-го гвардейского отдельного авиационного полка дальних разведчиков Резерва Главного командования ВВС Красной Армии гвардии лейтенант И. И. Лезжов выполнил 147 боевых вылетов на воздушную разведку ближних и дальних тылов противника, на аэрофотосъёмку его оборонительных укреплений и позиций. Заснял 136 фотофильмов, по которым были расшифрованы немецкие укрепления и объекты в 300 населённых пунктах, 320 железнодорожных станций, 88 аэродромов, 27 мостов и переправ. В результате было выявлено расположение многих тысяч единиц вооружения, боевой техники, железнодорожных составов и т. д. При отражении атак немецких истребителей-перехватчиков сбил 1 истребитель ФВ-190.
Указом Президиума Верховного Совета СССР от 29 июня 1945 года гвардии старшему лейтенанту И. И. Лезжову присвоено звание Героя Советского Союза с вручением ордена Ленина и медали «Золотая Звезда».
К Победе совершил 238 боевых вылетов (15 на самолёте Пе-2Р и 223 вылета на самолётах Р-39 «Аэрокобра» и Як-9ДД) на дальнюю разведку, был дважды ранен и контужен. В начале Курской битвы при разведке подходящих к фронте немецких резервов 7 июля 1943 года был сбит зенитной артиллерией и истребителями противника, получил тяжелые травмы при выполнении вынужденной посадки на горящем самолёте. Пока его перевозили из госпиталя в госпиталь, его семья получила на него «похоронку», а когда не знавший об этом Иван спустя несколько месяцев после выписки из госпиталя приехал в краткий отпуск домой, увидевшая его мать упала в обморок.
Участник Парада Победы 24 июня 1945 года в Москве.
После Победы первоначально хотел продолжить работу в гражданской авиации и в сентябре – декабре 1945 года проходил переучивание на транспортный самолёт Ли-2 в Лётном центре ГВФ при СНК СССР в Баку. Однако вместо этого был направлен учиться в академию.
В мае 1950 года окончил Военно-воздушную академию (Монино). В 1947 году вступил в ВКП(б). В июле 1950 – сентябре 1951 – заместитель командира 511-го отдельного разведывательного авиационного полка по лётной части в Одесском военном округе (г. Первомайск, Николаевская область, Украинская ССР). Затем вновь направлен на учёбу.
В 1955 году окончил Военную академию Вооружённых Сил СССР. После чего в сентябре 1955 – июне 1957 года служил офицером в Главном разведывательном управлении Генерального штаба Вооружённых сил СССР. В сентябре 1957 – июле 1961 года был помощником военно-воздушного атташе при Посольстве СССР в США (Вашингтон). В марте 1962 – августе 1963 года – старший офицер Главного разведывательного управления Генерального штаба Вооружённых сил СССР.
В 1965 году окончил Военную академию Генерального штаба Вооружённых сил СССР и ещё год служил в Главном разведывательном управлении Генерального штаба ВС СССР. С января 1966 года был заместителем начальника, а в октябре 1967 – октябре 1969 годов – начальником советской военной миссии связи при штабе Главнокомандующего американскими войсками в Европе (город Франкфурт-на-Майне, ФРГ). 
Затем проходил службу в должностях: с июня 1970 – начальник оперативного отдела – заместитель начальника штаба 69-й (с апреля 1972 – 17-й) воздушной армии (Киевский военный округ), с марта 1973 – начальник штаба 23-й воздушной армии (Забайкальский военный округ), с мая 1977 – начальник кафедры тактики и оперативного искусства ВВС Военно-воздушной инженерной академии имени Н.Е. Жуковского. В январе – феврале 1985 года в качестве специального представителя начальника Генерального штаба ВС СССР Маршала Советского Союза С. Ф. Ахромеева находился в командировке в Афганистане. В сентябре 1985 года генерал-майор авиации И. И. Лезжов уволен в запас.
Жил в Москве. С 1985 года работал начальником одного из управлений Министерства внешней торговли СССР. В 1986–1992 годах работал начальником отдела гражданской обороны и воинского учёта Торгово-промышленной палаты СССР. В ноябре – декабре 1987 года и в январе 1988 года выезжал в загранкомандировки в Анголу по линии Министерства обороны СССР.
Активно участвовал в общественной деятельности, его избрали заместителем председателя правления московского клуба Героев Советского Союза, Героев России и полных кавалеров ордена Славы, ответственным секретарём Российской ассоциации Героев, президентом Всероссийского фонда социальной защиты бывших военнослужащих, членом совета Московского дома ветеранов. Был помощником председателя Комитета по делам ветеранов Государственной Думы 2-го созыва (1995—2000).
Умер 16 июля 2015 года. Похоронен на Троекуровском кладбище в Москве.

## Награды
Российская Федерация
- орден Почёта[источник не указан 724 дня]
- медали

СССР
- Герой Советского Союза (29 июня 1945 года, медаль «Золотая Звезда» № 7605);
- орден Ленина (29.06.1945);
- три ордена Красного Знамени (27.07.1943, 10.06.1944, 9.06.1945);
- два ордена Отечественной войны I степени (5.10.1944, 11.03.1985);
- два ордена Красной Звезды (30.12.1956, 27.12.1982);
- орден «За службу Родине в Вооружённых Силах СССР» III степени (30.04.1975);
- медаль «За боевые заслуги» (17.05.1951);
- медаль «За взятие Берлина» (1945);
- медаль «За освобождение Варшавы» (1945);
- медаль «За освобождение Праги» (1945);
- юбилейные и другие медали;

Других стран
- орден Полярной Звезды (МНР, 28.08.1975);
- медаль «За укрепление дружбы по оружию» II степени (ЧССР);[источник не указан 724 дня]
- Медаль «40 лет освобождения Чехословакии Советской Армией» (ЧССР, 11.03.1985);
- Медаль «Победы и Свободы» (Польша, 26.10.1945).

## Сочинения
- Лезжов И. И. Дальний разведчик. — М.: Издательство «Патриот», 2005. — 374 с. — ISBN 5-7030-0931-6[17].

## Память
- Мемориальная доска в честь Героя Советского Союза И. И. Лезжова открыта 6 мая 2021 года на доме № 12 по Институтскому переулку Москвы, где он жил[18]
- Его имя носит самолёт-разведчик Су-24МР 98-го гвардейского смешанного авиационного полка (Мончегорск, Мурманская область) (ранее до вывода из эксплуатации имя И. И. Лезжова носил самолёт-разведчик МиГ-25РБ того же полка).